# 埃特格特
埃特格特是德国莱茵兰-普法尔茨州的一个市镇。总面积3.75平方公里，总人口52人，其中男性28人，女性24人（2011年12月31日），人口密度14人/平方公里。